# Little Cowarne
Little Cowarne est une paroisse civile et un village du Herefordshire, en Angleterre.